# Haska Konferencja Prawa Prywatnego Międzynarodowego
Haska Konferencja Prawa Prywatnego Międzynarodowego (ang. Hague Conference on Private International Law, fr. la Conférence de La Haye de droit international privé) – organizacja międzynarodowa z siedzibą w Hadze. Zaproponowana została przez Tobiasa Assera została zwołana przez rząd holenderski w 1893 roku. Do II wojny światowej odbyło się sześć konferencji. W 1955 roku wszedł w życie statut przekształcający Konferencję w stałą organizację międzyrządową. Organizacja stawia sobie za cel prace nad stopniową unifikacją przepisów międzynarodowego prawa prywatnego.
Zwyczajne sesje plenarne Konferencji odbywają się co cztery lata, jednak w razie potrzeby zwołana może zostać nadzwyczajna sesja (taka sytuacja miała miejsce w 1966 i 1985 roku). Wszelkie decyzje na sesjach plenarnych podejmowane są w głosowaniach większościowych, zaś każdy członek dysponuje jednym głosem. Wszystkie dokumenty Konferencji publikowane są w języku francuskim oraz angielskim (od 1960 roku). W latach 1951–2008 Konferencja przyjęła 38 konwencji dotyczących różnych gałęzi prawa.

## Lista członków
| Państwo członkowskie | Data wstąpienia           |
| -------------------- | ------------------------- |
| Albania              | 4 czerwca 2002(dts)       |
| Argentyna            | 28 kwietnia 1972(dts)     |
| Australia            | 1 listopada 1973(dts)     |
| Austria              | 15 lipca 1955(dts)        |
| Belgia               | 12 lipca 2001(dts)        |
| Bośnia i Hercegowina | 7 czerwca 2001(dts)       |
| Belgia               | 15 lipca 1955(dts)        |
| Brazylia             | 23 lutego 2001(dts)       |
| Bułgaria             | 22 kwietnia 1999(dts)     |
| Burkina Faso         | 16 października 2013(dts) |
| Kanada               | 7 października 1968(dts)  |
| Chile                | 25 kwietnia 1986(dts)     |
| Chiny                | 3 lipca 1987(dts)         |
| Kostaryka            | 21 stycznia 2011(dts)     |
| Chorwacja            | 12 czerwca 1995(dts)      |
| Cypr                 | 8 października 1984(dts)  |
| Czechy               | 28 stycznia 1993(dts)     |
| Dania                | 15 lipca 1955(dts)        |
| Ekwador              | 2 listopada 2007(dts)     |
| Egipt                | 24 kwietnia 1961(dts)     |
| Estonia              | 13 maja 1998(dts)         |
| Unia Europejska      | 3 kwietnia 2007(dts)      |
| Finlandia            | 2 grudnia 1955(dts)       |
| Francja              | 20 kwietnia 1964(dts)     |
| Gruzja               | 28 maja 2001(dts)         |
| Niemcy               | 14 grudnia 1955(dts)      |
| Grecja               | 26 sierpnia 1955(dts)     |
| Węgry                | 6 stycznia 1987(dts)      |
| Islandia             | 14 listopada 2003(dts)    |
| Indie                | 13 marca 2008(dts)        |
| Irlandia             | 26 sierpnia 1955(dts)     |
| Izrael               | 24 września 1964(dts)     |
| Włochy               | 26 czerwca 1957(dts)      |
| Japonia              | 27 czerwca 1957(dts)      |
| Jordania             | 13 czerwca 2001(dts)      |
| Korea Południowa     | 20 sierpnia 1997(dts)     |
| Łotwa                | 11 sierpnia 1992(dts)     |
| Litwa                | 23 października 2001(dts) |
| Luksemburg           | 12 marca 1956(dts)        |
| Malezja              | 2 października 2002(dts)  |
| Malta                | 30 stycznia 1995(dts)     |
| Mauritius            | 19 stycznia 2001(dts)     |
| Meksyk               | 18 marca 1986(dts)        |
| Monako               | 8 sierpnia 1996(dts)      |
| Czarnogóra           | 1 marca 2007(dts)         |
| Maroko               | 6 września 1993(dts)      |
| Nowa Zelandia        | 15 lipca 1955(dts)        |
| Norwegia             | 15 lipca 1955(dts)        |
| Panama               | 29 maja 2002(dts)         |
| Paragwaj             | 28 czerwca 2005(dts)      |
| Peru                 | 29 stycznia 2001(dts)     |
| Filipiny             | 14 lipca 2010(dts)        |
| Polska               | 29 maja 1984(dts)         |
| Portugalia           | 15 lipca 1955(dts)        |
| Rumunia              | 10 kwietnia 1991(dts)     |
| Rosja                | 6 grudnia 2001(dts)       |
| Serbia               | 26 kwietnia 2001(dts)     |
| Słowacja             | 26 kwietnia 1993(dts)     |
| Słowenia             | 18 czerwca 1992(dts)      |
| Południowa Afryka    | 14 lutego 2002(dts)       |
| Hiszpania            | 15 lipca 1955(dts)        |
| Sri Lanka            | 27 września 2001(dts)     |
| Surinam              | 7 października 1977(dts)  |
| Szwecja              | 15 lipca 1955(dts)        |
| Szwajcaria           | 6 maja 1957(dts)          |
| Macedonia Północna   | 20 września 1993(dts)     |
| Turcja               | 26 sierpnia 1955(dts)     |
| Ukraina              | 3 grudnia 2003(dts)       |
| Wielka Brytania      | 15 lipca 1955(dts)        |
| Stany Zjednoczone    | 15 października 1964(dts) |
| Urugwaj              | 27 lipca 1983(dts)        |
| Wenezuela            | 25 lipca 1997(dts)        |
| Wietnam              | 10 kwietnia 2013(dts)     |
| Zambia               | 17 maja 2013(dts)         |